# Reijer Bastiaan van der Borden
Reijer Bastiaan van der Borden (Schiedam, 27 augustus 1908 - Waalsdorpervlakte, 13 maart 1941) was een Nederlands verzetsstrijder tijdens de Tweede Wereldoorlog. Hij was een zoon van Reijer van der Borden en Hendrika Schouten.
Van der Borden was (waarschijnlijk) handelsreiziger en hulpagent van politie, en sloot zich aan bij de Geuzengroep rond Bernardus IJzerdraat in de afdeling Vlaardingen.

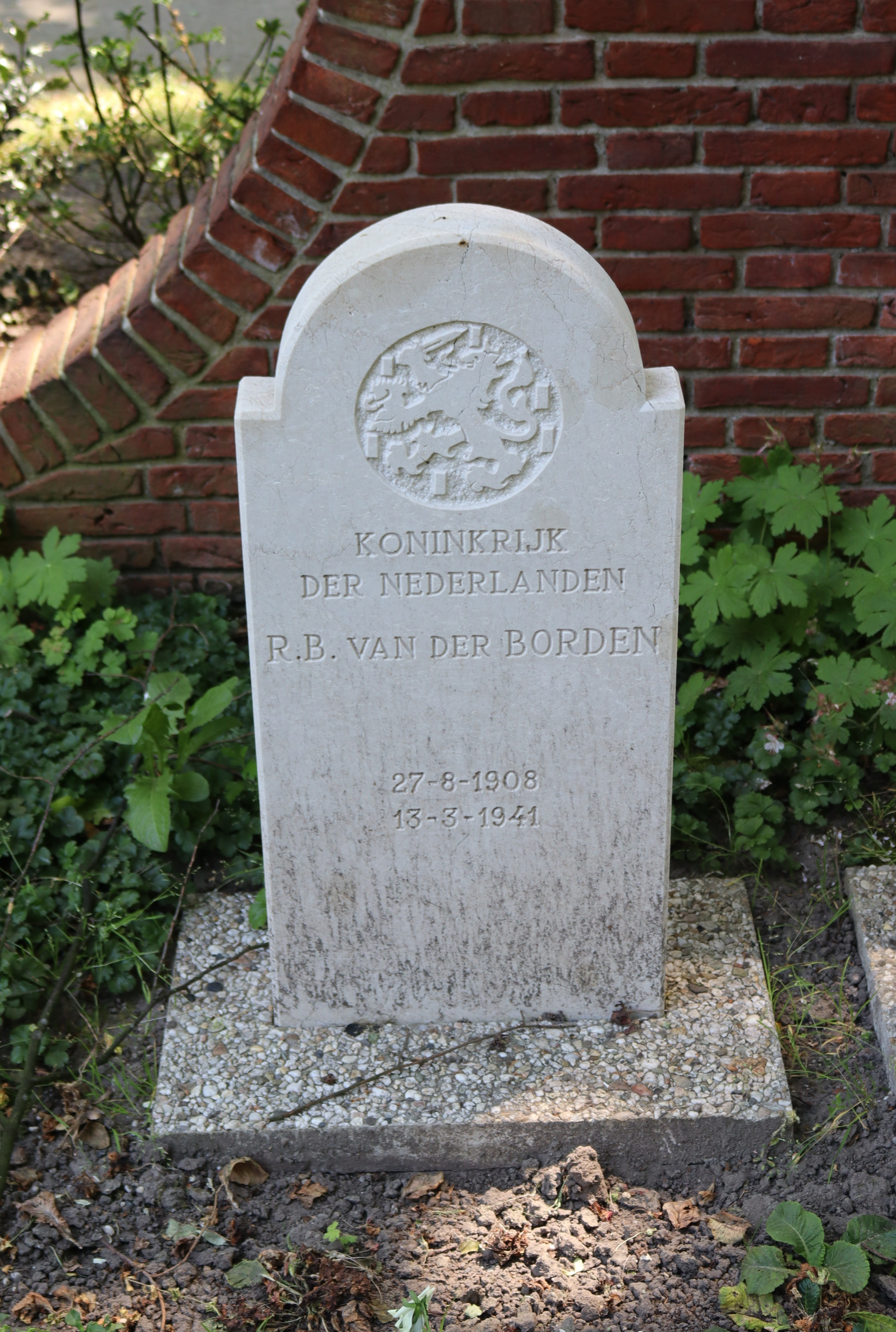
Graf van Van der Borden op Begraafplaats Emaus

Op 20 november 1940 werd Van der Borden gearresteerd wegens sabotage en spionage, en tot zijn dood zat hij in de gevangenis van Scheveningen (Oranjehotel). Hij werd veroordeeld in het zogenaamde Geuzenproces en gefusilleerd op de Waalsdorpervlakte. Reijer Bastiaan van der Borden is een van de achttien in het gedicht De achttien doden van Jan Campert. Hij is herbegraven op de begraafplaats Emaus in Vlaardingen.
In Schiedam is een plein naar hem vernoemd.